# Eleição municipal de Campo Bom em 2024
A eleição municipal da cidade brasileira de Campo Bom ocorreu em 6 de outubro de 2024 para eleger um prefeito, um vice-prefeito e 11 vereadores que serão responsáveis pela administração da cidade gaúcha no mandato a se iniciar em 1° de janeiro de 2025 e com término em 31 de dezembro de 2028. O prefeito titular é Luciano Orsi, do Partido Democrático Trabalhista. Pela legislação eleitoral, Luciano não está apto para disputar a reeleição.

## Candidatos
| Nº | Prefeito(a)  | Prefeito(a)                                    | Prefeito(a)       | Prefeito(a)                                                                               | Vice-prefeito(a) | Vice-prefeito(a) | Vice-prefeito(a)                              | Vice-prefeito(a)  | Vice-prefeito(a)  | Coligação Partido(s)                                          | Ref.  |
| Nº | Candidato(a) | Candidato(a)                                   | Partido Federação | Cargos relevantes                                                                         | Candidato(a)     | Candidato(a)     | Candidato(a)                                  | Partido Federação | Cargos relevantes | Coligação Partido(s)                                          | Ref.  |
| -- | ------------ | ---------------------------------------------- | ----------------- | ----------------------------------------------------------------------------------------- | ---------------- | ---------------- | --------------------------------------------- | ----------------- | ----------------- | ------------------------------------------------------------- | ----- |
| 10 |              | Faisal Karam Faisal Mothci Karam               | REP               | - Prefeito de Campo Bom (2009-2016)                                                       |                  |                  | Alex Dias Alex Blos Dias                      | PL                |                   | Uma Campo Bom De Todos Republicanos, PL, PSD, UNIÃO, PODE     | [ 1 ] |
| 15 |              | Giovani Feltes Giovani Batista Feltes          | MDB               | - Prefeito de Campo Bom (1989-1992) (2001-2008) - Deputado Federal pelo Rio Grande do Sul |                  |                  | Gênifer Engers Gênifer Graziela Siebel Engers | PDT               |                   | Juntos para Fazer Mais MDB, PDT, Fed. PSDB Cidadania, PRD, PP | [ 2 ] |
| 65 |              | Victor Fernando Victor Fernando da Silva Souza | PCdoB Fe.Brasil   |                                                                                           |                  |                  | Benetti Ademir Francisco Benetti              | PSB               |                   | Frente Campo Bom da Esperança Fe.Brasil (PT, PCdoB, PV), PSB  | [ 3 ] |

## Resultados
| Candidato(a)             | Vice                     | 1º turno 6 de outubro | 1º turno 6 de outubro |
| Candidato(a)             | Vice                     | Votação               | Votação               |
| Candidato(a)             | Vice                     | Total                 | %                     |
| ------------------------ | ------------------------ | --------------------- | --------------------- |
| Giovani Feltes (MDB)     | Gênifer Engers (PDT)     | 18.853                | 48,80%                |
| Faisal Karam (REP)       | Alex Dias (PL)           | 17.741                | 45,93%                |
| Victor Fernando (PCdoB)  | Benetti (PSB)            | 2.036                 | 5,27%                 |
| → Total de votos válidos | → Total de votos válidos | 38.630                | 94,55%                |
| → Votos em branco        | → Votos em branco        | 1.160                 | 2,84 %                |
| → Votos nulos            | → Votos nulos            | 1.068                 | 2,61%                 |
| Total                    | Total                    | 40.858                | 77,08%                |
| Abstenções               | Abstenções               | 12.149                | 22,92%                |
| Total de inscritos       | Total de inscritos       | 53.007                | 100%                  |

## Câmara de Vereadores
Para o quadriênio 2025-28 foram eleitos 11 vereadores.

Representação eleita
  PDT: 3
  Republicanos: 3
  MDB: 3
  PL: 1
  PP: 1

| Vereadores eleitos em Campo Bom - 2024 | Vereadores eleitos em Campo Bom - 2024 | Vereadores eleitos em Campo Bom - 2024 | Vereadores eleitos em Campo Bom - 2024 | Vereadores eleitos em Campo Bom - 2024 |
| Candidato (a)                          | Partido                                | Federação                              | Votação                                | Votação                                |
| Candidato (a)                          | Partido                                | Federação                              | Votos                                  | %                                      |
| -------------------------------------- | -------------------------------------- | -------------------------------------- | -------------------------------------- | -------------------------------------- |
| Kayanne Braga                          | PDT                                    |                                        | 2.658                                  | 6,94%                                  |
| Marasca                                | REP                                    |                                        | 1.393                                  | 3,64%                                  |
| Alexandre Hoffmeister                  | PP                                     |                                        | 1.266                                  | 3,30%                                  |
| Cleber Nunes                           | MDB                                    |                                        | 1.244                                  | 3,25%                                  |
| Celsinho                               | REP                                    |                                        | 1.204                                  | 3,14%                                  |
| Professor Jéferson                     | PDT                                    |                                        | 1.174                                  | 3,06%                                  |
| João Paulo                             | MDB                                    |                                        | 1.102                                  | 2,88%                                  |
| Michele Closs                          | PDT                                    |                                        | 952                                    | 2,48%                                  |
| Paulo Silveira                         | MDB                                    |                                        | 942                                    | 2,46%                                  |
| Jair Wingert                           | REP                                    |                                        | 874                                    | 2,28%                                  |
| Jorge Bellé                            | PL                                     |                                        | 784                                    | 2,05%                                  |